# Kinky Boots (musical)
Kinky Boots es un musical basado en la película homónima de 2005 (conocida en España como Pisando fuerte 
y en algunos países de América Latina como Botas audaces para pies diferentes), con música y letras de Cyndi Lauper y libreto de Harvey Fierstein. Su trama central gira en torno a Charlie Price, un joven recién instalado en Londres que tras la repentina muerte de su padre se ve en la obligación de regresar a Northampton y hacerse cargo del negocio familiar, una anticuada fábrica de zapatos al borde de la bancarrota. Para salvar a la empresa de la ruina, Charlie formará equipo con Lola, una fabulosa drag queen que le ayudará a diversificar el producto y a encontrar su propio camino.
Tras un periodo de prueba en Chicago, el espectáculo se estrenó en 2013 en el Al Hirschfeld Theatre de Broadway, con Stark Sands y Billy Porter en los papeles protagonistas, y permaneció en cartel durante seis años, obteniendo multitud de reconocimientos entre los que se incluyen seis premios Tony. Posteriormente, Kinky Boots también ha podido verse en el West End londinense y en numerosas ciudades a lo largo de todo el mundo.

## Producciones

### Broadway
Antes de su llegada a Broadway, Kinky Boots debutó a modo de prueba en el Bank of America Theatre de Chicago, donde pudo verse entre el 2 de octubre y el 4 de noviembre de 2012, protagonizado por el mismo elenco que después iría a Nueva York. Estas primeras representaciones sirvieron para introducir ajustes en el texto y desechar elementos que no terminaban de encajar, como es el caso de los números musicales «Beware the Black Widow», «I Come to the Rescue» y «So Long, Charlie».
La première oficial neoyorquina tuvo lugar el 4 de abril de 2013 en el Al Hirschfeld Theatre de Broadway, con funciones previas desde el 3 de marzo y un reparto encabezado por Stark Sands como Charlie Price, Billy Porter como Lola, Annaleigh Ashford como Lauren, Lena Hall como Nicola, Daniel Sherman como Don y Marcus Neville como George. El equipo creativo lo formaron Jerry Mitchell en la dirección y coreografía, David Rockwell en el diseño de escenografía, Gregg Barnes en el diseño de vestuario, Kenneth Posner en el diseño de iluminación, John Shivers en el diseño de sonido y Stephen Oremus en la supervisión musical.
El espectáculo recibió el apoyo masivo del público y en tan solo treinta semanas logró recuperar la inversión inicial de 13,5 millones de dólares. También fue el favorito en la temporada de premios y en la 67.ª edición de los Tony obtuvo trece nominaciones, imponiéndose finalmente en seis categorías, entre ellas mejor musical. Además, Cyndi Lauper hizo historia al ganar el Tony a la mejor música original, un reconocimiento que ya habían alcanzado otras mujeres compositoras pero nunca antes en solitario.
Después de 2 505 funciones regulares y 34 previas, la producción bajó el telón por última vez el 7 de abril de 2019, habiendo recaudado más de 318 millones de dólares durante los seis años que permaneció en cartel.

### West End
En Londres se estrenó el 15 de septiembre de 2015 en el Adelphi Theatre del West End, con Killian Donnelly como Charlie Price, Matt Henry como Lola, Amy Lennox como Lauren, Amy Ross como Nicola, Jamie Baughan como Don y Michael Hobbs como George. A pesar de que Kinky Boots está ambientado en Northampton, el libreto original de Harvey Fierstein contiene multitud de expresiones y modismos estadounidenses, por lo que tuvo que ser revisado a fondo para adecuarlo al público británico.
Tal y como había ocurrido en Broadway, el montaje cosechó críticas favorables y rápidamente se convirtió en un éxito, logrando importantes premios como el Olivier o el Evening Standard Theatre Award al mejor musical. En noviembre de 2018, el espectáculo fue filmado en directo sobre el escenario del Adelphi Theatre para su posterior proyección en salas de cine. Killian Donnelly y Matt Henry, que por aquel entonces ya no formaban parte de la compañía, regresaron para interpretar los papeles de Charlie Price y Lola respectivamente.
Kinky Boots dijo adiós a la cartelera londinense el 12 de enero de 2019, tras haber superado las 1 400 funciones.

### Argentina
La primera producción en idioma español se representó entre el 15 de enero y el 13 de marzo de 2020 en el Teatro Astral de Buenos Aires, protagonizada por Fernando Dente como Charlie Price, Martín Bossi como Lola, Sofía Morandi como Lauren, Flor Anca como Nicola, Nacho Mintz como Don y Gustavo Monje como George. En un principio estaba prevista una temporada más larga, pero el cierre tuvo que ser adelantado debido a la pandemia de COVID-19.
Rimas Producciones y Dabope fueron las responsables de este montaje que contó con dirección de Ricky Pashkus, coreografía de Gustavo Wons, diseño de escenografía de Jorge Ferrari, diseño de vestuario de Verónica de la Canal y Alejandra Robotti, diseño de iluminación de Gaspar Potocnik, diseño de sonido de Gastón Briski y dirección musical de Gaspar Scabuzzo. La traducción del libreto corrió a cargo de Fernando Masllorens y Federico González del Pino, mientras que la adaptación de las canciones fue realizada por Marcelo Kotliar.
Tras dos años de inactividad, Kinky Boots reabrió sus puertas el 8 de abril de 2022 en el mismo Teatro Astral, donde se mantuvo en cartel hasta el 28 de agosto de 2022. Posteriormente también pudo verse en el Teatro Luxor de Villa Carlos Paz (entre el 28 de diciembre de 2022 y el 26 de febrero de 2023) y en el Teatro Radio City de Mar del Plata (entre el 2 de enero y el 2 de marzo de 2024).

### España
2021
En España debutó el 5 de octubre de 2021 en el Espacio Delicias de Madrid, de la mano de Rimas Producciones y LetsGo Company. El elenco fue seleccionado entre los más de 1.400 candidatos que se presentaron a las audiciones e incluyó a nombres como Daniel Diges (Charlie Price), Tiago Barbosa (Lola), Angy Fernández (Lauren), Kristina Alonso (Nicola), Daniel Huarte (Don), Omar Calicchio (George), Mary Capel (Pat), Malia Conde (Trish), Marc Flynn (Harry) o Alberto Sánchez (Mr. Price). Ricky Pashkus repitió como director tras haberse puesto al frente del espectáculo en Argentina, aunque en esta ocasión estuvo acompañado de Gillian Bruce en la coreografía y Julio Awad en la dirección musical. El resto del equipo artístico lo completaron Jorge Ferrari en el diseño de escenografía, Verónica de la Canal y Alejandra Robotti en el diseño de vestuario, Valerio Tiberi en el diseño de iluminación, Poti Martín en el diseño de sonido, Víctor Conde en la dirección residente y Silvia Montesinos en la adaptación del libreto y las letras al castellano.
Kinky Boots finalizó su andadura en el Espacio Delicias el 30 de enero de 2022 y a continuación fue transferido al Teatro Calderón, también en Madrid, donde se instaló entre el 27 de abril y el 12 de junio de 2022, con Rimas como única productora.
2024
La primera gira española dio comienzo el 27 de septiembre de 2024 en el Teatro Auditorio Adolfo Marsillach de San Sebastián de los Reyes, protagonizada por Carlos J. Benito como Charlie Price, Tiago Barbosa como Lola, Silvia Villaú como Lauren, Carlota L'Hotellerie como Nicola, Mario Alberto Hernández como Don, José Navar como George y Mr. Price, Laura Muriel como Pat, Marta Malone como Trish y Antonio Mañas como Harry, y finalizó el 28 de junio de 2025 en el Teatro Calderón de Alcoy. Theatre Properties fue la artífice de esta versión que contó con dirección de la propia Silvia Villaú, coreografía de José Félix Romero, diseño de escenografía de Jorge Ferrari y Tomás Padilla, diseño de vestuario de Verónica de la Canal y Alejandra Robotti, diseño de iluminación de Tomás Padilla y Miguel de las Heras, diseño de sonido de Adolfo Sánchez, dirección musical de Julio Awad y adaptación al castellano de Silvia Montesinos.

### Otras producciones
Kinky Boots se ha representado en países como Alemania, Argentina, Australia, Bélgica, Canadá, Corea del Sur, Dinamarca, España, Estados Unidos, Estonia, Filipinas, Irlanda, Italia, Japón, Países Bajos, Polonia, Reino Unido, República Checa, Sudáfrica o Suecia, y ha sido traducido a multitud de idiomas.
En Norteamérica ha salido a la carretera en varias ocasiones. El primer tour arrancó el 4 de septiembre de 2014 en el Smith Center de Las Vegas, con Steven Booth como Charlie Price, Kyle Taylor Parker como Lola y Lindsay Nicole Chambers como Lauren, y concluyó el 18 de junio de 2017 en el Kentucky Center de Louisville.
En noviembre de 2019, Kinky Boots debutó en el barco Norwegian Encore de la compañía de cruceros Norwegian Cruise Line, como parte de su programación de musicales de Broadway.
Los días 8, 9 y 10 de julio de 2022, el Hollywood Bowl de Los Ángeles acogió un montaje al aire libre protagonizado por Jake Shears como Charlie Price, Wayne Brady como Lola y Kelly Marie Tran como Lauren.
Tres años después del cierre de la producción original, Kinky Boots regresó a la cartelera neoyorquina, aunque esta vez dentro del circuito del Off-Broadway. Las representaciones fueron en el Stage 42 entre el 26 de julio y el 20 de noviembre de 2022, con Christian Douglas como Charlie Price, Callum Francis como Lola y Danielle Hope como Lauren.

## Números musicales
| Acto I - «Price & Son Theme» - «The Most Beautiful Thing» - «Take What You Got» - «Land of Lola» - «Land of Lola (Reprise)» ‡ - «Charlie's Soliloquy» - «Step One» - «Sex Is in the Heel» - «The History of Wrong Guys» - «Not My Father's Son» - «Everybody Say Yeah» | Acto II - «Entr’acte»/«Price & Son Theme (Reprise)» ‡ - «What a Woman Wants» - «In This Corner» - «Charlie's Soliloquy (Reprise)» - «The Soul of a Man» - «Hold Me in Your Heart» - «The History of Wrong Guys (Reprise)» ‡ - «Raise You Up/Just Be» |

‡ Canción no incluida en el álbum original de Broadway ni en grabaciones posteriores.

## Repartos originales
| Personaje       | Broadway (2013)         | Gira en Norteamérica (2014) | West End (2015)                               | Gira en Reino Unido (2018) | Argentina (2020) | Madrid (2021)     | Gira en España (2024)   |
| Charlie Price   | Stark Sands             | Steven Booth                | Killian Donnelly                              | Joel Harper-Jackson        | Fernando Dente   | Daniel Diges      | Carlos J. Benito        |
| Lola            | Billy Porter            | Kyle Taylor Parker          | Matt Henry                                    | Callum Francis             | Martín Bossi     | Tiago Barbosa     | Tiago Barbosa           |
| Lauren          | Annaleigh Ashford       | Lindsay Nicole Chambers     | Amy Lennox                                    | Paula Lane                 | Sofía Morandi    | Angy Fernández    | Silvia Villaú           |
| Nicola          | Lena Hall               | Grace Stockdale             | Amy Ross                                      | Helen Ternent              | Flor Anca        | Kristina Alonso ‡ | Carlota L'Hotellerie    |
| Don             | Daniel Sherman          | Joe Coots                   | Jamie Baughan                                 | Demitri Lampra             | Nacho Mintz      | Daniel Huarte     | Mario Alberto Hernández |
| George          | Marcus Neville          | Craig Waletzko              | Michael Hobbs                                 | Adam Price                 | Gustavo Monje    | Omar Calicchio    | José Navar              |
| Pat             | Tory Ross               | Bonnie Milligan             | Chloe Hart                                    | Lizzie Bea                 | Laura Montini    | Mary Capel        | Laura Muriel            |
| Trish           | Jennifer Perry          | Amelia Cormack              | Gillian Hardie                                | Niki Evans                 | Lucre Orlando    | Malia Conde       | Marta Malone            |
| Harry           | Andy Kelso              | Mike Longo                  | Paul Ayres                                    | Joshua St. Clair           | Bruno Coccia     | Marc Flynn        | Antonio Mañas           |
| Mr. Price       | Stephen Berger          | David McDonald              | Alan Vicary                                   | Andy Watkins               | Walter Canella   | Alberto Sánchez   | José Navar              |
| Joven Charlie * | Sebastian Hedges Thomas | Anthony Picarello           | Beau Cripps Ben Dawson Edward Green           | —                          | —                | —                 | —                       |
| Joven Lola *    | Marquise Neal           | Andrew Theo Johnson         | Nana Agyeman-Bediako James Gava Tumo Reetsang | —                          | —                | —                 | —                       |

* Las versiones infantiles de Charlie y Lola son omitidas en algunas producciones.
‡ En un principio se anunció que Jana Gómez interpretaría a Nicola en la producción española, pero finalmente fue Kristina Alonso quien estrenó el personaje.
Reemplazos destacados en la producción argentina
- Charlie Price: Federico Salles, Germán Tripel
- Lola: Federico Bal
- Lauren: Laura Esquivel, Sofía Pachano

Reemplazos destacados en la gira española de 2024
- Lauren: Laura Muriel
- George / Mr. Price: Nando González

## Grabaciones
Existen varios álbumes interpretados en sus respectivos idiomas por los elencos de Broadway (2013), Londres (2015), Japón (2016) y Suecia (2016), además de una versión del tema «Sex Is in the Heel» que grabó la propia Cyndi Lauper para promocionar el espectáculo.

## Premios y nominaciones

### Producción original de Broadway
| Año  | Premio                     | Categoría                                       | Nominado                        | Resultado |
| ---- | -------------------------- | ----------------------------------------------- | ------------------------------- | --------- |
| 2013 | Drama League Award         | Mejor producción de un musical                  | Mejor producción de un musical  | Ganador   |
| 2013 | Drama League Award         | Mejor intérprete                                | Billy Porter                    | Nominado  |
| 2013 | Drama League Award         | Mejor intérprete                                | Stark Sands                     | Nominado  |
| 2013 | Outer Critics Circle Award | Mejor musical de Broadway nuevo                 | Mejor musical de Broadway nuevo | Ganador   |
| 2013 | Outer Critics Circle Award | Mejor libreto de un musical                     | Harvey Fierstein                | Nominado  |
| 2013 | Outer Critics Circle Award | Mejor música nueva                              | Cyndi Lauper                    | Ganadora  |
| 2013 | Outer Critics Circle Award | Mejor dirección en un musical                   | Jerry Mitchell                  | Nominado  |
| 2013 | Outer Critics Circle Award | Mejor coreografía                               | Jerry Mitchell                  | Nominado  |
| 2013 | Outer Critics Circle Award | Mejor diseño de vestuario                       | Gregg Barnes                    | Nominado  |
| 2013 | Outer Critics Circle Award | Mejor actor en un musical                       | Billy Porter                    | Ganador   |
| 2013 | Outer Critics Circle Award | Mejor actor de reparto en un musical            | Daniel Stewart Sherman          | Nominado  |
| 2013 | Outer Critics Circle Award | Mejor actriz de reparto en un musical           | Annaleigh Ashford               | Nominada  |
| 2013 | Drama Desk Award           | Mejor actor en un musical                       | Billy Porter                    | Ganador   |
| 2013 | Drama Desk Award           | Mejor actriz de reparto en un musical           | Annaleigh Ashford               | Nominada  |
| 2013 | Tony Award                 | Mejor musical                                   | Mejor musical                   | Ganador   |
| 2013 | Tony Award                 | Mejor libreto de un musical                     | Harvey Fierstein                | Nominado  |
| 2013 | Tony Award                 | Mejor música original                           | Cyndi Lauper                    | Ganadora  |
| 2013 | Tony Award                 | Mejor actor en un musical                       | Billy Porter                    | Ganador   |
| 2013 | Tony Award                 | Mejor actor en un musical                       | Stark Sands                     | Nominado  |
| 2013 | Tony Award                 | Mejor actriz de reparto en un musical           | Annaleigh Ashford               | Nominada  |
| 2013 | Tony Award                 | Mejor diseño de escenografía en un musical      | David Rockwell                  | Nominado  |
| 2013 | Tony Award                 | Mejor diseño de vestuario en un musical         | Gregg Barnes                    | Nominado  |
| 2013 | Tony Award                 | Mejor diseño de iluminación en un musical       | Kenneth Posner                  | Nominado  |
| 2013 | Tony Award                 | Mejor diseño de sonido en un musical            | John Shivers                    | Ganador   |
| 2013 | Tony Award                 | Mejor dirección en un musical                   | Jerry Mitchell                  | Nominado  |
| 2013 | Tony Award                 | Mejor coreografía                               | Jerry Mitchell                  | Ganador   |
| 2013 | Tony Award                 | Mejores orquestaciones                          | Stephen Oremus                  | Ganador   |
| 2013 | Artios Award               | Mejor casting                                   | Bernard Telsey, Justin Huff     | Ganadores |
| 2013 | Chita Rivera Award         | Mejor coreografía en un espectáculo de Broadway | Jerry Mitchell                  | Nominado  |
| 2013 | Chita Rivera Award         | Mejor bailarín en un espectáculo de Broadway    | Billy Porter                    | Nominado  |
| 2013 | Chita Rivera Award         | Mejor bailarín en un espectáculo de Broadway    | Charlie Sutton                  | Nominado  |
| 2014 | Grammy Award               | Mejor álbum de teatro musical                   | Mejor álbum de teatro musical   | Ganador   |

### Producción original del West End
| Año  | Premio                         | Categoría                             | Nominado                      | Resultado |
| ---- | ------------------------------ | ------------------------------------- | ----------------------------- | --------- |
| 2015 | Evening Standard Theatre Award | Mejor musical                         | Mejor musical                 | Ganador   |
| 2015 | Evening Standard Theatre Award | Mejor intérprete en un musical        | Killian Donnelly              | Nominado  |
| 2016 | Olivier Award                  | Mejor musical nuevo                   | Mejor musical nuevo           | Ganador   |
| 2016 | Olivier Award                  | Mejor actor en un musical             | Killian Donnelly              | Nominado  |
| 2016 | Olivier Award                  | Mejor actor en un musical             | Matt Henry                    | Ganador   |
| 2016 | Olivier Award                  | Mejor actriz de reparto en un musical | Amy Lennox                    | Nominada  |
| 2016 | Olivier Award                  | Mejor coreografía                     | Jerry Mitchell                | Nominado  |
| 2016 | Olivier Award                  | Mejor diseño de vestuario             | Gregg Barnes                  | Ganador   |
| 2016 | Olivier Award                  | Logro destacado en música             | Cyndi Lauper, Stephen Oremus  | Nominados |
| 2017 | Grammy Award                   | Mejor álbum de teatro musical         | Mejor álbum de teatro musical | Nominado  |

### Producción original de Madrid
| Año  | Premio                    | Categoría                     | Nominado       | Resultado |
| ---- | ------------------------- | ----------------------------- | -------------- | --------- |
| 2022 | Premio del Teatro Musical | Mejor musical                 | Mejor musical  | Nominado  |
| 2022 | Premio del Teatro Musical | Mejor coreografía             | Gillian Bruce  | Nominada  |
| 2022 | Premio del Teatro Musical | Mejor diseño de sonido        | Poti Martín    | Nominado  |
| 2022 | Premio del Teatro Musical | Mejor maquillaje y peluquería | José Sedano    | Ganador   |
| 2022 | Premio del Teatro Musical | Mejor actor protagonista      | Tiago Barbosa  | Nominado  |
| 2022 | Premio del Teatro Musical | Mejor actriz de reparto       | Angy Fernández | Ganadora  |
| 2023 | Premio Talía              | Mejor actor de teatro musical | Tiago Barbosa  | Nominado  |